# الفن المينوسي

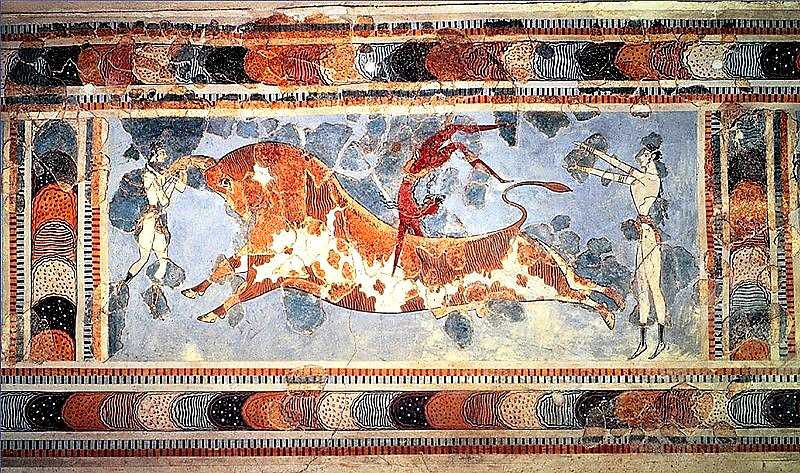

الفن المينوسي هو الفن الذي أنتجته الحضارة المينوسية في الفترة من نحو 2600 حتى 1100 ق.م.
توجد أكبر مجموعة من منتجات الفن المينوسي في متحف كاندية، بالقرب من كنوسوس، على الساحل الشمالي لجزيرة كريت. وقد استخدم علماء الآثار الفن المينوسي وبقايا الثقافة المادية الأخرى، لا سيما تتابع طُرُز المصنوعات الخزفية، لتحديد الفترات الثلاث للثقافة المينوسية (الفترة المينوسية المبكرة (إي إم)، الفترة المينوسية الوسطى (إم إم)، الفترة المينوسية المتأخرة (إل إم)).
نظرًا إلى تحلل الخشب والمنسوجات، فإن أفضل الأمثلة المحفوظة من الفن المينوسي (وأكثرها إرشادًا) هي الفخار الذي أنتجه، وعمارة القصور (اللوحات الجصية الجدارية (الفريسكو) التي تتضمن المناظر الطبيعية)، والمنحوتات الحجرية، والأختام الحجرية ذات النقوش الدقيقة.

## التصوير
كانت اللوحات الجدارية نوعًا نمطيًا من الفن يصور الحركات الطبيعية. بقيت العديد من اللوحات الجدارية في كنوسوس وسانتوريني. استعان عالم الآثار آرثر إيفانز بالفنان السويسري إميل جيليرون وابنه إميل ليكونا كبيريّ مرممي اللوحات الجصية الجدارية في كنوسوس. اكتشف عالم الآثار سبيريدون ماريناتوس الموقع القديم في سانتوريني، والذي تضمن من اللوحات الجدارية ما يجعله ثاني أشهر موقع أثري مينوسي.
على عكس اللوحات الجصية الجدارية المصرية، كان لكريت لوحات جدارية حقيقية تشمل العديد من صور الأشخاص، مع تمييز بين الجنسين بالألوان؛ جلد الرجال بني محمر، وجلد النساء بلون أبيض. أشهرها على الأرجح لوحة قفزة الثور الجصية الجدارية.

## الفخار

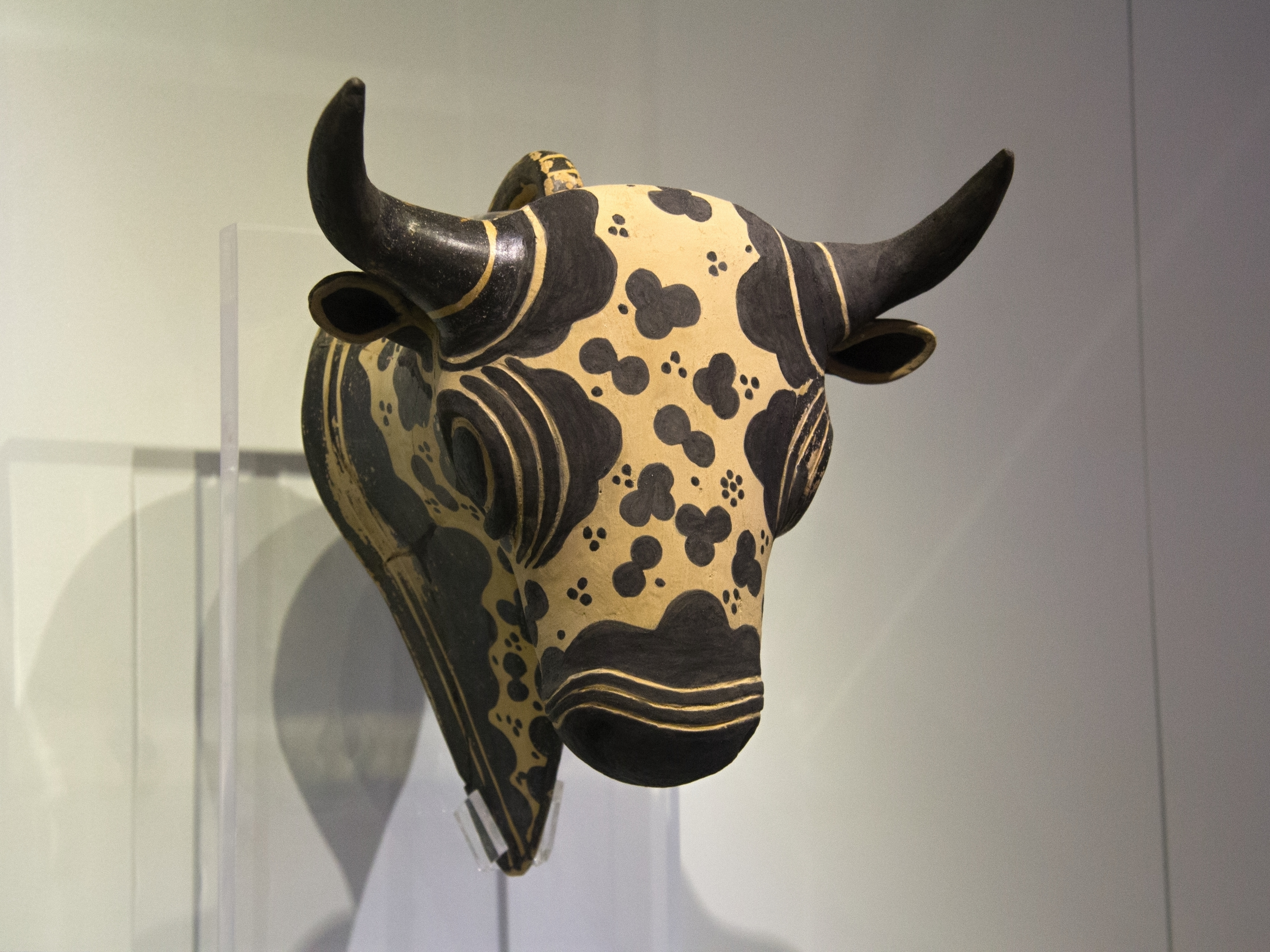
ريتون رأس الثور في المتحف الأثري في هيراكليون

يمكن ملاحظة العديد من الأساليب والتقنيات المختلفة لإنتاج الأواني الفخارية على مدار تاريخ كريت. تميز الخزف المينوسي المبكر بزخارف لها أنماط اللوالب، والمثلثات، والخطوط المنحنية، والصلبان، وعظام السمك، وبفوهاته المنقارية. لكن رغم تشابه العديد من الزخارف الفنية في الفترة المينوسية المبكرة، تظهر العديد من الاختلافات في استنساخ هذه التقنيات في أنحاء الجزيرة، والتي تعبر عن  مُختلف التحولات في الذوق وكذلك في هياكل السلطة. خلال الفترة المينوسية الوسطى، كانت التصميمات الطبيعية (مثل الأسماك، والحبار، والطيور، والزنابق) شائعة. في الفترة المينوسية المتأخرة، كانت الزهور والحيوانات لا تزال سمة مميزة لكن مع تنوع أكثر.
أواني المرحلة الأولى من الفترة المينوسية المبكرة
كان نوع الخزف المصقول ذي الجسم المصنوع من طينة خشنة غامقة اللون أحد أقدم الطرز في المرحلة الأولى من الفترة المينوسية المبكرة. وكانت تقنيات صناعته تحاكي نظيرتها من العصر الحجري الحديث عن كثب. بعد أن أتاحت التقنيات الجديدة نشوء طرز جديدة من الفخار في العصر البرونزي المبكر، ظل هذا النوع من الخزف قيد الإنتاج، وبينما كانت معظم أواني الخزف المصقول ذي الجسم المصنوع من طينة خشنة غامقة اللون أقل مغالاة من الأنماط الأخرى التي تستخدم التطورات التكنولوجية التي ظهرت خلال المرحلة الأولى من الفترة المينوسية المبكرة، توجد بعض الأمثلة على قطع معقدة. قد يشير هذا إلى أنه كانت هناك رغبة داخل المجتمعات التي أنتجت أواني الخزف المصقول ذي الجسم المصنوع من طينة خشنة غامقة اللون في فصل أنفسهم عن المجتمعات التي أنتجت الأواني باستخدام التقنيات الجديدة.
كان أغيوس أونوفريوس ولبينا نوعين من أكثر طرز الفخار انتشارًا واللذين استُخدمت فيهما تقنيات لا توجد أمثلة سابقة لها. إذ استُخدِمت في كلا النوعين مجموعة متنوعة من التقنيات الجديدة، على سبيل المثال اختيار المواد والتعامل معها، وعملية الحرق، والتشكيل والتزيين. استُخدمت في كلا الطرازين أنماط جميلة من الخطوط لتزيين الأوعية. في حالة أغيوس أونوفريوس، كان جسم الأوعية الذي يحرق من طين أبيض يطلى ببطانة حمراء. على العكس، تنقش خطوط بيضاء على خلفية حمراء في حالة طراز ليبانا.
كانت أواني برغوس نوعًا آخر من أواني المرحلة الأولى من الفترة المينوسية المبكرة. قد يكون هذا الطراز واردًا، ومن المرجح أنه صُنِع ليحاكي مظهر الخشب. استُخدِم في أواني برغوس توليفة من التقنيات القديمة والحديثة. و تُعدُّ فرعًا من نوع الخزف المصقول ذي الجسم المصنوع من طينة ناعمة غامقة اللون الذي له أنماط صقل مميزة. يُرجح أن استخدام الأنماط كان لعدم القدرة على التصوير بدقة على الخلفية الغامقة لجسم الآنية من هذا الطراز.
تكشف هذه الأنواع الثلاث من فخار الفترة المينوسية المبكرة الأولى بشكل كاف تنوع التقنيات التي ظهرت خلال هذه الفترة. تواصل استخدام التقنيات التي كانت قيد الاستخدام بالفعل في نوع الخزف المصقول ذي الجسم المصنوع من طينة خشنة غامقة اللون، واستُخدِمت في أنواع أغيوس أونوفريوس وليبانا تقنيات جديدة تمامًا، واستُخدِم في نوع الخزف المصقول ذي الجسم المصنوع من طينة ناعمة غامقة اللون مزيجٌ من التقنيات القديمة والجديدة. ومع ذلك، اكتُشِفت مجموعة متنوعة أخرى من أواني الفترة المينوسية المبكرة الأولى، على سبيل المثال الأنواع المُحَزَّزة، ذات اللون الواحد الذي يتدرج من الأحمر إلى البني، والأنواع السيكلادية. بالإضافة إلى ذلك، استخدمت جميع الأنواع أشكالًا مختلفة من الفخار.

### أواني المرحلتين الثانية والثالثة من الفترة المينوسية المبكرة
في المرحلة الأولى من الفترة المينوسية المبكرة، كانت الأواني من طراز أغيوس أونوفريوس هي الأكثر شيوعًا. عُثِر على أوانٍ من طراز فاسيليكي تعود إلى المرحلة الثانية (أ) من الفترة المينوسية المبكرة في شرق كريت، ولكن في الفترة التالية، المرحلة الثانية (ب) من الفترة المينوسية المبكرة، أصبح هذا الطراز الشكلَ السائد للأواني الراقية في جميع أنحاء شرق وجنوب جزيرة كريت. يحتوي كلا الطرازين على مسحة خفيفة من اللون المائل للحمرة. لكنّ أواني فاسيليكي لها طبقة أخيرة فريدة مرقطة تميزها عن طرز الفخار من الفترة المينوسية المبكرة الأولى. في بعض الأحيان تكون هذه الطبقة الأخيرة المرقطة متعمَّدة ومُتحكَّم بها وفي حالات أخرى تبدو أنه لم يجرِ التحكم بها. مثل الفترة المينوسية المبكرة الأولى، ظهرت تصنيفات متنوعة من الفخار خلال هذه الفترة. فأواني كوماسا، المُطوَّرة عن طرازيّ أغيوس أونوفريوس و ليبانا، كانت بارزة في  المرحلة الثانية (أ) من الفترة المينوسية المبكرة قبل زيادة شعبية أواني فاسيليكي. كذلك استمر إنتاج الأواني الرمادية طوال الفترة الثانية من  الفترة المينوسية المبكرة وظهر نوع الأواني الرمادية المصنوعة من طين ناعم. اتُبعَ في صناعة نوع الأواني الرمادية المصنوعة من طين ناعم اتجاه غالبية الفخار في المرحلة الثانية من الفترة المينوسية المبكرة وكانت جودته أعلى بشكل ملحوظ من الأواني السابقة.
هيمن على المرحلة الثالثة والأخيرة من الفترة المينوسية المبكرة نوع من الخزف تُستخدَم فيه بطانة بيضاء على جسم غامق اللون. اكتُشِفَت بعض المواقع تحتوي على أكثر من 90٪ منها على أوانٍ تنتمي إلى هذا النوع. وقد استُخدِمت فيه اللوالب المعقدة وغيرها من الأنماط الزخرفية ذات المظهر الطبيعي. ولكن لم يستخدم جميع منتجي الأواني هذه الأنماط في نفس الوقت. بل بقيت الزخارف مستخدمة لفترة طويلة من الزمن. ساعدت هذه التطويرات في تهيئة الأجواء أمام الأنواع الجديدة التي ستظهر في الفترة المينوسية الوسطى.
شهدت الفترة المينوسية المبكرة في مرحلتيها الثانية والثالثة تحسينات في تقنيات وأساليب صناعة الفخار التي ظهرت وتطورت خلال الفترة المينوسية المبكرة الأولى. ستحدد هذه التحسينات في نهاية المطاف موضوعات الأعمال اللاحقة للفخار المينوسي والموكياني.